# Baltoslovanski jeziki
Báltoslovanski jezíki so veja indoevropske družine jezikov, v katero spadajo baltski in slovanski jeziki. Baltski in slovanski jeziki imajo več jezikovnih lastnosti, ki se jih ne najde v nobeni drugi indoevropski veji, kar kaže na to, da sta imeli jezikovni skupini obdobje skupnega razvoja. Čeprav je bila povezava med baltskimi in slovanskimi jeziki v preteklosti stvar debate (deloma zaradi političnih polemik), se strokovnjaki za indoevropsko jezikoslovje sedaj večinoma strinjajo, da so baltski in slovanski jeziki del enotne veje. Do nestrinjanja prihaja le pri določenih podrobnostih, ki zadevajo naravo obeh jezikovnih podvej.
Prabaltoslovanski jezik je mogoče rekonstruirati s primerjalno metodo, pri čemer se izhaja iz indoevropskega prajezika (iz katerega izvirajo sodobni slovanski in baltski jeziki) s pomočjo dobro opredeljenih zvočnih zakonitosti. Velika verjetnost je, da se je eno izmed narečij ločilo od baltoslovanskega narečnega kontinuuma in se razvilo v predhodno obliko praslovanskega jezika, iz katerega izvirajo vsi slovanski jeziki.

## Zgodovinska polemika
Razmerje med baltoslovanskimi jeziki je bilo predmet številnih razprav že od samega začetka zgodovinskega indoevropskega jezikoslovja. Nekateri jezikoslovci podobnosti med obema skupinama raje pojasnjujejo kot posledico jezikovnega stika in narečne bližine v praindoevropskem obdobju in ne kot jezikovno »genetsko« razmerje.
Baltski in slovanski jeziki imajo veliko skupnih fonoloških, leksikalnih, oblikoslovnih in naglasnih podobnosti, ki so navedene v nadaljevanju. Zgodnja indoevropeista Rasmus Rask in August Schleicher (1861) sta predlagala precej preprosto obrazložitev za povezanost jezikovnih skupin, in sicer, da iz indoevropskega prajezika izvira baltogermanskoslovanski jezik, iz katerega sta se razvila prabaltoslovanski (ki se je razdelil na prabaltski in praslovanski jezik) in pragermanski jezik. Karl Brugmann je nadaljeval s Schleicherjevo teorijo in jo tudi izpopolnil tako, da je dodal osem novih dognanj kot dokaze za baltoslovansko vejo jezikov v Grundriss der vergleichenden Grammatik der indogermanischen Sprachen (»Oris primerjalne slovnice indogermanskih jezikov«). Latvijski jezikoslovec Jānis Endzelīns je menil, da so vse podobnosti med baltskimi in slovanskimi jeziki posledica intenzivnega jezikovnega stika, torej da niso genetsko tesneje sorodne in da ni skupnega prabaltoslovanskega jezika. Francoski jezikoslovec Antoine Meillet (1905, 1908, 1922, 1925, 1934) je kot odgovor na Brugmannovo hipotezo postavil tezo, da so se vse podobnosti baltskih in slovanskih jezikov pojavile naključno, z neodvisnim vzporednim razvojem in da prabaltoslovanski jezik ni obstajal. Po mnenju poljskega jezikoslovca Rozwadowskega so podobnosti med baltskimi in slovanskimi jeziki posledica genetskega razmerja in poznejšega jezikovnega stika. Thomas Olander v svojih raziskavah na področju primerjalne baltoslovanske akcentologije (naglasoslovja) potrjuje trditev o genetski zvezi.
Čeprav nekateri jezikoslovci še vedno zavračajo genetsko razmerje, večina strokovnjakov sprejema teorijo, da so se baltski in slovanski jeziki vsaj za določeno obdobje razvijali skupaj. Ta pogled se odraža tudi v večini sodobnih učbenikov indoevropskega jezikoslovja. Grayeva in Atkinsonova (2003) uporaba analize razhajanj jezikovnih dreves podpira genetsko razmerje med baltskimi in slovanskimi jeziki, pri čemer razcep družine datira približno v obdobje 1400 pr. n. št.
Tradicionalna delitev na dve ločeni podveji (tj. slovansko in baltsko) večinoma zagovarjajo strokovnjaki, ki sprejemajo baltoslovansko podvejo kot genetsko vejo indoevropskega prajezika. Med jezikoslovci obstaja splošno soglasje, da lahko baltske jezike razdelimo na vzhodnobaltske (litovščina, latvijščina) in zahodnobaltske (staropruski jezik) jezike. Notranja raznolikost baltskih jezikov kaže na veliko večjo časovno globino pri razdelitvi te veje v primerjavi s slovanskimi jeziki.

## »Tradicionalni«model baltoslovanskega jezikovnega drevesa
| baltski | \| \| zahodnobaltski \| \| \| \| \| \| vzhodnobaltski \| \| \| \| |
|         | \| \| zahodnobaltski \| \| \| \| \| \| vzhodnobaltski \| \| \| \| |
|         | slovanski                                                         |
|         |                                                                   |
|         | zahodnobaltski                                                    |
|         |                                                                   |
|         | vzhodnobaltski                                                    |
|         |                                                                   |

|  | zahodnobaltski |
|  |                |
|  | vzhodnobaltski |
|  |                |

Ločeno delitev na baltske in slovanske jezike sta prva izpodbijala Vladimir Toporov in Vjačeslav Ivanov v šestdesetih letih dvajsetega stoletja, potem ko sta opazila, da je očitna razlika med »strukturnimi modeli« baltskih in slovanskih jezikov posledica inovativne narave praslovanskega jezika. Prav tako sta opazila, da se je slovanska veja razvila iz prejšnje stopnje, ki je ustrezala bolj arhaičnemu »strukturnemu modelu« prabaltskega narečnega kontinuuma. Frederik Kortlandt (1977, 2018) je predlagal, da zahodnobaltski in vzhodnobaltski jeziki pravzaprav niso tesneje povezani med seboj, kot je vsaka od baltskih jezikovnih podskupin povezana s slovanskim jeziki, zato se lahko baltoslovanski jezik razdeli na tri enako oddaljene veje: vzhodnobaltsko, zahodnobaltsko in slovansko.

## Alternativni model baltoslovanskega jezikovnega drevesa
model
| Balto‑slovanski jeziki | \| \| zahodnobaltski \| \| \| \| \| \| vzhodnobaltski \| \| \| \| \| \| slovanski \| \| \| \| |
|                        | \| \| zahodnobaltski \| \| \| \| \| \| vzhodnobaltski \| \| \| \| \| \| slovanski \| \| \| \| |
|                        | zahodnobaltski                                                                                |
|                        |                                                                                               |
|                        | vzhodnobaltski                                                                                |
|                        |                                                                                               |
|                        | slovanski                                                                                     |
|                        |                                                                                               |

Čeprav številni znanstveniki podpirajo Kortlandtovo hipotezo, je to stališče še vedno manjšinjsko. Nekateri znanstveniki sprejemajo Kortlandtovo delitev na tri veje kot privzeto predpostavko, vendar kljub temu menijo, da obstaja dovolj dokazov za združitev vzhodnega in zahodnega Baltika v vmesnem baltskem vozlišču.
Tripartitno razdelitev podpirajo glotokronološke študije V. V. Kromerja, medtem ko imata dve računalniško generirani družinski drevesi (iz zgodnjih 2000-ih), ki vključujeta staroprusko, baltsko vozlišče vzporedno s slovanskim vozliščem.

## Zgodovinska širitev
Nenadna širitev praslovanskega jezika v šestem in sedmem stoletju (okoli 600 n. št., enoten praslovanski jezik brez zaznavne narečne diferenciacije so govorili od Soluna v Grčiji do Novgoroda v Rusiji) je po mnenju nekaterih povezana s hipotezo, da je bila praslovanščina v resnici skupni jezik avarske države, torej jezik uprave in vojaške vladavine Avarskega kaganata v Vzhodni Evropi. Leta 626 so Slovani, Perzijci in Avari skupaj napadli Bizantinsko cesarstvo in sodelovali pri obleganju Konstantinopla. V tem pohodu so se Slovani borili pod avarskimi častniki. O tem, ali so bili Slovani morda takrat vojaška kasta pod kaganatom in ne etnična pripadnost, še vedno obstajajo polemike. Njihov jezik – sprva morda le en lokalni govor – je postal lingua franca avarske države, ko je bil še enoten. To bi lahko pojasnilo, kako se je praslovanščina razširila na Balkan in območja Podonavja. Prav tako bi to tudi pojasnilo, zakaj so se Avari tako hitro asimilirali, da za njimi jezikovne sledi praktično niso ostale, in da je bila praslovaščina tako nenavadno enotna. Kakorkoli, pa ta teorija ne pojasni tega, kako se je slovanščina razširila v Vzhodno Evropo –  območje, ki ni imelo zgodovinskih povezav z Avarskim kanatom. Kljub temu je avarsko državo kasneje zamenjala dokončno slovanska država Velika Moravska, ki bi lahko imela enako vlogo.
Prav tako je verjetno, da je do širjenja slovanskega jezika prišlo z asimilacijo iransko govorečih skupin, kot so Sarmati, ki so hitro sprejeli praslovanski jezik zaradi govorjenja sorodnih indoevropskih satemskih jezikov, podobno kot se je latinščina razširila z asimilacijo keltskih govorcev v celinski zahodni Evropi in Dačanov.
Ta nenadna širitev praslovanskega jezika je izbrisala večino idiomov baltoslovanskega narečnega kontinuuma, zaradi česar danes obstajata le dve skupini – baltska in slovanska (oz. vzhodnobaltska, zahodnobaltska in slovanska po mnenju manjšine). Ta odcepitev prednikov baltoslovanskega narečja od praslovanskega se po arheoloških in glotokronoloških merilih ocenjuje, da se je zgodila nekje v obdobju 1500–1000. pr.n.št. Hidronimični dokazi kažejo, da so se baltski jeziki nekoč govorili na veliko širšem ozemlju od tistega, ki ga pokrivajo danes, med drugim vse do Moskve, kasneje pa so jih nadomestili slovanski jeziki.

## Skupne značilnosti baltoslovanskih jezikov
Na določen nivo povezanosti baltskega in slovanskega jezika kaže vrsta skupnih značilnosti, ki si jih drugi indoevropski jeziki ne delijo, in relativna kronologija teh značilnosti, ki jih je mogoče določiti. Baltski in slovanski jeziki imajo tudi nekaj podedovanih besed. Teh v drugih indoevropskih jezikih sploh ne najdemo (razen v obliki izposojenk) ali pa so podedovani iz indoevropskega prajezika, vendar so v primerjavi z drugimi indoevropskimi jeziki doživeli enake spremembe pomena. To kaže, da imata baltski in slovanski jezik obdobje skupnega razvoja.

### Pogoste spremembe zvoka
- Winterov zakon : podaljševanje samoglasnikov pred praindoevropskimi (PIE) nezvočnimi soglasniki ( *b, *d, *g ).
- PIE zadihani soglasniki ( *bʰ, *dʰ, *gʰ, *ǵʰ ) se zlijejo v navadne zvočne soglasnike ( *b, *d, *g, *ǵ ). To se je zgodilo tudi v več drugih indoevropskih vejah, a ker je Winterov zakon občutljiv na razliko med obema vrstama soglasnikov, se je združitev morala zgoditi po njej in tako je posebna baltoslovanska novost.
- Hirtov zakon : umik naglasa PIE na prejšnji zlog, če se ta zlog konča na grlni soglasnik ( *h₁, *h₂, *h₃, glej Teorija grla).
- Visoki samoglasnik je vstavljen pred zlogovne zvočnike PIE ( *l̥, *r̥, *m̥, *n̥ ). Ta samoglasnik je običajno *i (daje *il, *ir, *im, *in ), v nekaterih primerih pa tudi *u ( *ul, *ur, *um, *un ). Pragermanščina je edini drugi indoevropski jezik, ki vstavlja visoki samoglasnik ( *u v vseh primerih), vsi drugi namesto njih vstavljajo srednje ali nizke samoglasnike.
- Pojav registrske razlike na dolgih zlogih, med akutnim (verjetno glotaliziranim) in cirkumfleksom. Akut se je pojavil predvsem, ko se je zlog končal na zvočni soglasnik PIE (kot v Winterovem zakonu) ali ko se je končal na grlni soglasnik. Razlikovanje se odraža v večini baltoslovanskih jezikov, vključno s praslovanščino, kot razlikovanje med rastočim in padajočim tonom na naglašenih zlogih. Nekateri baltski jeziki neposredno odražajo akutni register v obliki tako imenovanega "zlomljenega tona".
- Skrajšanje samoglasnikov pred končnico besede *m.[31]
- Končna beseda *-mi > *-m po dolgem samoglasniku.[31] To je sledilo prejšnji spremembi, saj je prejšnji dolgi samoglasnik ohranjen.
- Dvig poudarjenega *o v *u v končnem zlogu.[31]
- Združitev PIE kratkega *o in *a v *a. Ta sprememba se je zgodila tudi v več drugih indoevropskih vejah, vendar se je tudi tukaj morala zgoditi po Winterjevem zakonu: Winterov zakon podaljša *o na *ō in *a na *ā, zato se je moralo to zgoditi, preden sta se oba zvoka združila. Sledilo je tudi dvigu *o na *u, kot je opisano zgoraj. V slovanskih jezikih se *a kasneje zaokroži na *o, medtem ko baltski jeziki ohranijo *a :
  - litovsko ašìs starocerkvenoslovansko ось (iz PIE *a : latinsko axis, starogrško áxōn )
  - litovsko avìs, starocerkvenoslovansko овьца (iz PIE *o : latinsko ovis, grško óis )

Skupne baltoslovanske značilnosti vključujejo mnoge druge spremembe, ki si jih delijo tudi številne druge indoevropske veje. To torej niso neposredni dokazi za obstoj skupne baltoslovanske družine, vendar obstoj dodatno potrjujejo.
- Satemizacija : mehkonebni soglasniki PIE *ḱ, *ǵ, *ǵʰ postanejo nebni sičniki *ś, *ź, *ź, medtem ko mehkonebni soglasniki PIE *kʷ, *gʷ, *gʷʰ izgubijo labalizacijo in se zlijejo z ravnino *k, *g, *gʰ. Nebni sičniki kasneje postanejo navadni sičniki *s, *z v vseh baltoslovanskih jezikih razen v litovščini.
- Rukijev zvočni zakon : *s postane *š, če je pred njim *r, *u, *k ali *i. V slovanščini to *š kasneje postane *x (v slovanskih jezikih se piše različno ⟨ch⟩  , ⟨h⟩   ali ⟨х⟩   ), če mu sledi samoglasnik zadaj.

### Pogoste slovnične značilnosti
- Zamenjava izvirne PIE rodilniške edninske končnice tematskih (o-stebelnih) samostalnikov, ki je rekonstruirana kot *-osyo, z ablativno končnico *-ād (praslovansko *vьlka, litovsko vil̃ko, latvijsko vìlka ). Staropruski jezik pa ima še eno končnico, ki morda izvira iz izvirnega PIE genitiva: deiwas "božji", tawas "očetov".
- Uporaba končnice *-ān (iz prejšnjega *-āmi ) orodnika ednine v samostalnikih in pridevnikih ā-debla.[31] To je v nasprotju s sanskrtom -ayā, arhaičnim vedskim -ā. Litovska oblika rankà je dvoumna in bi lahko izvirala iz katere koli končnice, vendar ustreznica z vzhodnolitovsko runku in latvijsko rùoku kaže na baltoslovanski *-ān.
- Uporaba končnice *-mis v orodniku množine, npr litovsko sūnu mìs, starocerkvenoslovansko synъ mi »s sinovi«. To končnico najdemo tudi v germanščini, medtem ko imajo drugi indoevropski jeziki končnico z -bʰ-, kot v sanskrtu -bhis.
- Tvorjenje razlikovanja med določnimi in nedoločnimi pridevniki. Določne oblike so nastale tako, da so na konec pridevnika pripeli ustrezno obliko relativnega/kazalnega zaimka *jas. Na primer, litovsko geràs je 'dobri' v nasprotju z gẽras 'dober', starocerkvenoslovansko dobrъ jь 'dobri' v nasprotju z dobrъ 'dober'. Zdi pa se, da so se te oblike v litovščini razvile po razcepu, saj se v starejši litovski književnosti (od 16. stoletja dalje) še niso združile (npr. naujamę́jame ʽv novem' iz *naujamén + *jamén ). V litovščini se je zaimek združil s pridevnikom, ki ima sodobni (sekundarno) zaimkovni pregib; v slovanščini se je zaimek združil s pridevnikom, ki ima stari (primarno) imenski pregib. [32]
- Uporaba rodilnika za neposredni predmet negativnega glagola. Na primer, rusko кни́г и (я) не читал, Litvansko knyg os neskaičiau 'Knjige nisem prebral'. [33]

### Skupni besednjak
Nekaj primerov besed, ki si jih deli večina ali vsi baltoslovanski jeziki:
- *léiˀpāˀ 'lipa': litovska líepa, staropruska līpa, latvijska liẽpa, latgalska līpa, skupna slovanska *lipa ( starocerkvenoslovanska lipa, ruska ли́па , poljska lipa, češka lípa)
- *ránkāˀ 'roka': litovsko rankà, staroprusko rānkan (v skladu s sg. ), latvijsko ru ̀, latgalsko rūka, navadnoslovansko *rǭkà (starocerkvenoslovansko рѫка, rusko ruká, poljsko ręka, češko ruka)
- *galˀwā́ˀ 'glava': litovsko galvà, staroprusko galwo, latvijsko gal ̂, latgalsko golva ; Običajnoslovansko *golvà (starocerkvenoslovansko glava, rusko голова́ , poljsko głowa, češko hlava, slovansko Triglav 'triglavi/tro-obrazi' bog).[34]

Kljub leksikalnemu razvoju, ki je specifičen za baltoslovansko vejo in kaže na dokaze za stopnjo skupnega razvoja, obstajajo precejšnje razlike med baltskim in slovanskim besediščem. Rozwadowski je opozoril, da vsako pomensko polje vsebuje osrednji besednjak, ki se med obema vejama etimološko razlikuje. Andersen daje prednost modelu narečnega kontinuuma, kjer so se najsevernejša narečja razvila v baltsko, nato pa so se najjužnejša narečja razvila v slovansko (slovansko je pozneje med svojo širitvijo absorbiralo vse vmesne idiome). Andersen meni, da so različni sosednji in substratni jeziki morda prispevali k razlikam v osnovnem besedišču.

## Kritika
Litovski jezikoslovec in učenjak Antanas Klimas je kritiziral argumente Oswalda Szemerényija, ki podpirajo baltoslovansko teorijo. Njegovi protiargumenti glede verjetnih fonetičnih, fonoloških in morfoloških podobnosti med baltskim in slovanskim jezikom so služili kot kritika za argumente O. Szemerényija. Klimas je prišel do naslednjih zaključkov:
- Fonetična palatalizacija obstaja samo v latvijščini in ne v litovščini ali staropruskem jeziku. To pomeni, da fonetična palatalizacija v prabaltoslovanskem jeziku ne bi mogla obstajati.
- Spremembe tekočih soglasnikov *ṛ, *ḷ, *ṃ, *ṇ veljajo tudi za germanske jezike, zato te spremembe niso edinstvene za baltske ali slovanske jezike.[36]
- Ideja, da se je praslovanski jezik razvil iz zahodnobaltske jezikovne skupine, ne more biti resnična zaradi dejstva, da so refleksi *s prisotni v litovščini, latvijščini in staroprusščini, ki prihajajo za *r, *u, *k, *i in postanejo*š, se je začel sklapljati s satemskimi soglasniki, kar je vodilo v krepitev soglasnikov *k in *g. Popolno nasprotno se je zgodilo v slovanskih, albanskih in armenskih jezikih. [37]
- Prehod soglasnika *s v *č za *r, *u, *k in *i je težnja, ki jo lahko opazimo v indoiranskih jezikih, kot sta armenski ali albanski.
- Po podobnosti je samoglasniški sistem nemščine skoraj enak staropruskemu. Zato je neutemeljeno razpravljati o izključnih podobnostih med praslovanskim in staropruskim jezikom.
- Lahko bi trdili, da Winterov zakon ni fonetični zakon, temveč le značilnost dolgih samoglasnikov, ki se razlikujejo med baltskimi in slovanskimi jeziki.[38][39]

Opozoril je tudi, da:
- So v baltskih jezikih kratki samoglasniki *a, *o sovpadali v nekaj časa manj slovanskih jezikov so sovpadali v o ; ohranile so se razlike dolgih samoglasnikov *ā in *ō v baltskih jezikih, v slovanskih jezikih so prenehale obstajati.
- Za razliko od praslovanskega jezika, ki je ostal konservativen, je bila v prabaltskem jeziku obsežno razvita samoglasniška stopnja.[40]
- Za praslovanski jezik, ne pa za prabaltski ali v baltskih jeziki na splošno, velja zakon odprtih zlogov.

### Morfološke razlike
Nasprotniki baltoslovanske teorije so predstavili morfološke značilnosti, ki po njihovem dokazujejo, da prabaltoslovanski jezik ni obstajal:
1. V baltskih jezikih se vrstni števnik prvi (litovščina: pirmas, latvijščina: vispirms ) tvori s končnico -mo-, v slovanskih jezikih pa s končnico -wo-, kot v indoiranskih jezikih in toharskem jeziku.
2. Tako v hetitskem jeziku kot v praslovanskem jeziku je bila pripona -es- uporabljena za ustvarjanje imen za dele telesa. To ne velja za baltske jezike.
3. Slovanski perfekt besede vedeti *vĕdĕ izvira iz *u̯oi̯da(i̯), arhaizma, ki v baltskih jezikih nima ustreznika.[41]
4. Slovanska velelniška oblika glagola iti *jьdi je nadaljevanje *i-dhí, česar v baltskih jezikih ni mogoče najti.[41]
5. Slovanska pripona glagolskega samostalnika -telь- je povezana z -talla, ki jo najdemo v hetitskem jeziku in se ne uporablja v baltskih jezikih.
6. Ekvivalenti slovanskega udeleženca s pripono -lъ najdemo v armenskih in toharskih jezikih, ne pa tudi v baltskih.[41]
7. Baltska prvoosebna glagolska končnica -mai v slovanskih jezikih ne obstaja.
8. Običajna baltska glagolska pripona -sto- v slovanskih jezikih ne obstaja.
9. Običajna baltska pridevniška pripona -ing- v slovanskih jezikih ne obstaja.
10. Baltska pomanjševalna pripona -l- se v slovanskih jezikih ne uporablja.
11. Prabaltski jezik ni imel ločene edninske in množinske glagolske oblike tretje osebe. To značilnost so obdržali praslovani.
12. Slovanski jeziki dobro odražajo tematske glagole formantov 3. osebe -t: -nt, česar v baltskih jezikih ni mogoče najti.[41]
13. Za razliko od slovanskih jezikov baltski jeziki uporabljajo pripono -no- za tvorbo deležnikov.
14. Za razliko od baltskih jezikov je imel praslovanski jezik sigmatični aorist s pripono -s-.
15. Za razliko od slovanskih jezikov baltski jeziki uporabljajo sigmatični prihodnji čas.
16. Praslovanski jezik uporablja pripono -tь z množinskimi kvantitativnimi številkami (npr. *pę-tь 5, *šes-tь 6, *devę-tь 9), česar v baltskih jezikih ni mogoče najti.